# Fuerza Aérea de Chile
Fuerza Aérea de Chile – wojska lotnicze Republiki Chile, jeden z trzech rodzajów sił zbrojnych (także wojska lądowe i marynarka wojenna posiadają swoje lotnictwo).

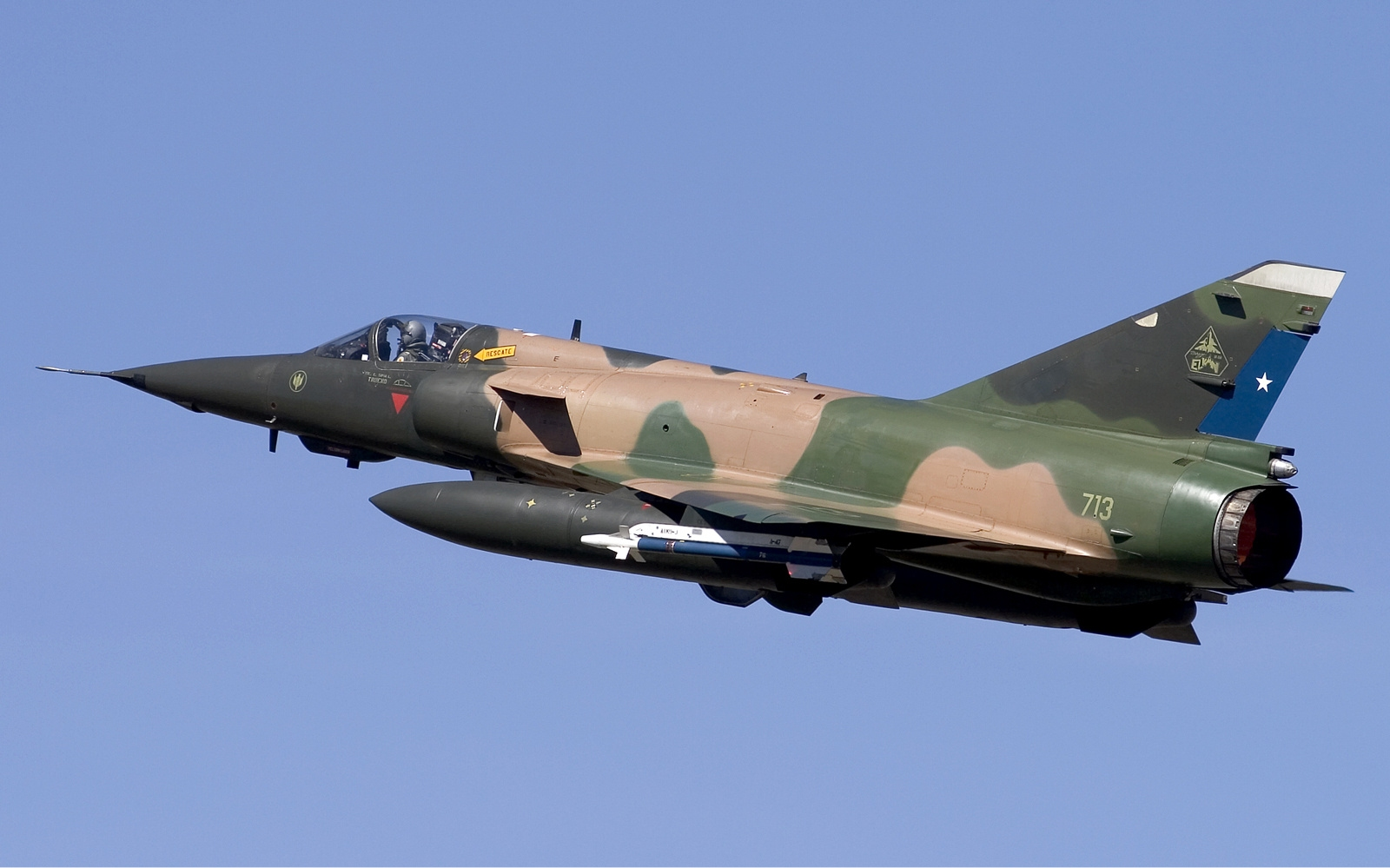
Mirage 5MA Elkan

Ich pierwszymi samolotami, jeszcze pod nazwą Servicio Militar de Aviación de Chile, były Blérioty XI, Avro 504, Bristole M.1, Airco DH.9, RAF S.E.5. Faktycznie jako siły powietrzne zaczęły funkcjonować 21 marca 1930 roku, początkowo jako Fuerza Aérea Nacional. Od 1950 roku ich podstawowym dostawcą stały się Stany Zjednoczone, które przekazywały sprzęt z nadwyżek. Od tego czasu wykorzystywano m.in. P-47D Thunderbolt, B-26 Invader i C-47 Skytrain, Beechcraft C-45 Expeditor, T-34 Mentor, T-6 Texan, F-80 Shooting Star i T-33A, T-37 Tweet i A-37 Dragonfly. Prócz amerykańskich samolotów używano także brytyjskie myśliwce Hawker Hunter i zmodernizowane ex-belgijskie Mirage 50.
Oprócz USA także Izrael jest ważnym dostawcą uzbrojenia i technologii modernizacyjnych. Dzięki współpracy z hiszpańską CASA w kraju produkowano samoloty szkolne. W związku z ograniczonym budżetem zakupiono jedynie 10 nowych F-16C/D block 50, które zastąpiły Mirage 50CN Pantera; dla zachowania potencjału bojowego, po wycofaniu dwudziestu Mirage’y 5 Elkan i szesnastu F-5E/F, dokupiono 36 holenderskich F-16AM/BM, które zmodernizowano przed dostarczeniem. W grudniu 2016 roku Fuerza Aérea de Chile zakupiły 6 śmigłowców wielozadaniowych S-70i Black Hawk wraz z częściami zamiennymi, wyposażeniem do obsługi naziemnej, szkoleniem załóg lotniczych i personelu obsługowego oraz pomocą techniczną.Maszyny zostaną zmontowane w PZL w Mielcu. I zastąpią maszyny UH-1H, które używane są do zadań łącznikowych. Ich rolę przejmą Belle 412.

## Wyposażenie
| Samolot                                     | Producent                  | Typ                          | Wersja                                           | Liczba sztuk        | W służbie           |                     |
| Samoloty myśliwskie                         | Samoloty myśliwskie        | Samoloty myśliwskie          | Samoloty myśliwskie                              | Samoloty myśliwskie | Samoloty myśliwskie | Samoloty myśliwskie |
| ------------------------------------------- | -------------------------- | ---------------------------- | ------------------------------------------------ | ------------------- | ------------------- | ------------------- |
| Fokker/Lockheed F-16 Fighting Falcon        | Stany Zjednoczone Holandia | myśliwiec wielozadaniowy     | F-16C bl 50+ F-16D bl 50+F-16AM F-16BM bl 20 MLU | 6 429 7             | 20072009            |                     |
| Northrop F-5 Tiger II                       | Stany Zjednoczone          | myśliwiec                    | F-5E Tiger III PlusF-5F Tiger III Plus           | 103                 | 1976                |                     |
| Samoloty szturmowe i szkolno-treningowe     |                            |                              |                                                  |                     |                     |                     |
| CASA C-101                                  | Hiszpania · Chile          | samolot szturmowy/treningowy | C-101CCC-101BB                                   | 98                  | 1981                |                     |
| Embraer EMB 314 Super Tucano                | Brazylia                   | samolot wsparcia/treningowy  | A-29B                                            | 12                  | 2009                |                     |
| ENAER T-35 Pillán                           | Chile                      | szkolenie podstawowe         | T-35AT-35B                                       | 1815                | 1985                |                     |
| Wczesnego ostrzegania i powietrzne tankowce |                            |                              |                                                  |                     |                     |                     |
| Boeing 707                                  | Stany Zjednoczone · Izrael | AWACS                        | EC-707 Cóndor EL/M-2075 Phalcon                  | 1                   | 1985                |                     |
| Boeing KC-135 Stratotanker                  | Stany Zjednoczone          | transportowy/tankowiec       | KC-135E                                          | 3                   | 2009                |                     |
| Boeing 707                                  | Stany Zjednoczone          | transportowy/tankowiec       | KC-707 Águila                                    | 1                   | 1996                |                     |
| Samoloty transportowe                       |                            |                              |                                                  |                     |                     |                     |
| Lockheed C-130 Hercules                     | Stany Zjednoczone          | taktyczny transportowiec     | C-130HC-130B                                     | 21                  | 19721991            |                     |
| CASA C-212 Aviocar                          | Hiszpania                  | transportowy                 | 212-400                                          | 3                   | 1994                |                     |
| De Havilland Canada DHC-6 Twin Otter        | Kanada                     | transportowy                 |                                                  | 13                  | 1973                |                     |
| Beechcraft Model 99                         | Stany Zjednoczone          | transportowy                 | 99 Petrel A99 Petrel B99A                        | 23                  | 1971                |                     |
| Boeing 767                                  | Stany Zjednoczone          | strategiczny transportowiec  | 767-300ER                                        | 1                   |                     |                     |
| Boeing 737                                  | Stany Zjednoczone          | transport VIPtransport       | 737-500                                          | 21                  | 19972008            |                     |
| Cessna Citation                             | Stany Zjednoczone          | transport VIP/treningowy     | 525                                              | 3                   | 2001                |                     |
| Gulfstream IV                               | Stany Zjednoczone          | transport VIP                |                                                  | 1                   | 1995                |                     |
| Śmigłowce                                   |                            |                              |                                                  |                     |                     |                     |
| Bell UH-1 Iroquois                          | Stany Zjednoczone          | użytkowy                     | UH-1H                                            | 14                  | 1966                |                     |
| Bell 412                                    | Stany Zjednoczone          | użytkowy                     | 412EP                                            | 16                  | 2009                |                     |
| Bell 206                                    | Stany Zjednoczone          | szkolny                      | 206B                                             | 3                   | 1969                |                     |
| Sikorsky UH-60 Black Hawk                   | Stany Zjednoczone          | wielozadaniowy transportowy  | S-70iS-70A-39                                    | 61                  | 20181998            |                     |
| Bezzałogowe aparaty latające                |                            |                              |                                                  |                     |                     |                     |
| Elbit Hermes 900                            | Izrael                     | taktyczny BSL                |                                                  | 3                   | 2011                |                     |